# دير (سومر)
دير (بالسومرية الو دير-أي-ار) هي مدينة سومرية قديمة تسمى حاليا بتل عقار الذي يقع بالقرب من مدينة بدرة في محافظة واسط في العراق، وتقع شرق نهر دجلة وهي منطقة حدودية تفصل بلاد سومر عن عيلام. وكانت تسمى أيضا دوروم.

## التاريخ
في بداية عصر الاشوري الحديث، كانت تسمى المدينة باسم عشتاران، من خلال الحفريات بأن تاريخ وجود مدينة دير يعود إلى عصر حكم سلالة أور الثالثة، ولكن سميت بعشتاران نسبة لمعبد الالهة عشتار الذي بني فيها في ذلك الوقت والذي دمره الملك ريم-سين الأول ملك لارسا، لكن
امي-ديتانا ملك بابل قام بتدمير سور المدينة، لكن دمقي-ايليشو أحد ملوك سلالة القطر البحري قام بتعميرها مرة أخرى، وفي عام 720 ق م قاد الملك الاشوري سرجون الثاني جيشه نحو عيلام، لكن الملك العيلامي هومبان-نيكاش الأول و الملك الكلداني مردوخ ابلا ايدينا الثاني فاجئوا الآشوريين قرب مدينة دير وتمكنوا من الانتصار عليهم.